# Calle Martzana (Bilbao)
La  Calle Martzana es una calle ubicada en el barrio de San Francisco, en el municipio de Bilbao, territorio histórico de Vizcaya.

## Ubicación

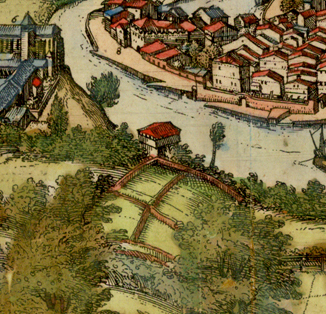
Casa torre en la zona de Marzana c. 1575

La calle Martzana empieza en la calle San Francisco y termina en el Puente de La Ribera, por decisión del pleno municipal del 26 de diciembre de 2003, siendo su anterior nombre oficial el de Marzana. La  calle Martzana pertenece al distrito de Ibaiondo (distrito 5 de Bilbao). Existe también un muelle con el mismo nombre.

## Contexto histórico
Situada en lo que hasta la anexión por parte de Bilbao fue territorio de la Anteiglesia de Abando, el nombre de la calle proviene de la existencia en este lugar de una casa torre perteneciente a los Marzana, linaje procedente del Valle de Atxondo, y que poseía tierras y un varadero en el lugar. La torre desapareció en 1915, según el historiador Javier Ybarra Bergé,a consecuencia de una de las ampliaciones de la mina San Luis. En la vista de Bilbao que en torno al año 1544 fue tomada desde el alto del monte Miribilla por Johannes Muflin y que se encuentra en el Civitates Orbis Terrarum de George Braun y Frans Hogenberg, volumen II, que fue publicado en 1575, se puede apreciar, a la derecha del convento de San Francisco y en la zona de Marzana, una casa torre, si bien no aparece identificada.

## Historia
El análisis de la estructura urbana del muelle y calle de Marzana demuestran, según algunos historiadores, que primero fue el muelle y después la calle. Tras las inundaciones de 1762 el concejo bilbaíno, en colaboración con el Consulado de Bilbao, plantearon la necesidad de cortar la peña de Marzana con objeto de favorecer la consistencia de los muelles, abriendo así la posibilidad de construir en el terreno resultante, hecho que explica el que las casas que dan al muelle tengan su entrada por la parte superior, en la calle Martzana. En unos planos relativos a la construcción del Camino Real a Balmaseda de 1843, se observa que, lo que después será la calle Martzana, es en aquel momento el camino que une Bilbao a San Vicente de Abando, pasando por el convento de San Francisco, y donde se sitúan edificios como la casa de la Atalaya, la casa del Peso Real de Abando y una con el curioso nombre de Cherrieche. Todavía en 1863, y según planos de la zona, la calle era considerada simplemente como un camino hacia el muelle.

### Frontón Oyarzun
En la calle Marzana existió un frontón de pelota conocido como frontón Oyarzun,del que existen pocas referencias escritas y solo una pequeña vista de su parte superior en un dibujo de Blas de Lumbreras e Izarza de una vista panorámica de Bilbao en 1874, durante el sitio, y que tuvo como objeto ser grabado sobre un proyectil carlista.

### Escuelas de Marzana
Según un expediente municipal de 1889, la corporación acordó la adquisición del terreno del frontón Oyarzun de la calle Marzana, además de la casa número cinco y tejavana colindante de la calle San Francisco, que ocupaban en el solar que hoy en día ocupan los números 6 y 6 bis de la calle San Francisco, para la construcción de unas escuelas públicas,para cuya ejecución se adjudicó una contrata por valor de noventa y cinco mil novecientas ochenta y cuatro pesetas.Las escuelas estuvieron abiertas como tales hasta 1905, cuando las clases se trasladaron a las nuevas escuelas de Urazurrutia.Esto no impidió que siguiese funcionando la enseñanza para adultos en horario nocturno.

#### Servicios instalados en las escuelas
Los bajos de las escuelas fueron utilizados por el ayuntamiento para diferentes funciones:
Beneficencia Domiciliaria
En el año 1880 la Beneficencia Domiciliaria, servicio municipal que se encargaba de la ayuda a la población necesitada de Bilbao, trasladó sus dependencias a los bajos de las escuelas de Marzana, tras abandonar su anterior ubicación en el almacén de lanas de la calle Bilbao la Vieja.

#### Comisaría
Desde el año 1902, una de las tres comisarías de policía municipal de las que se dotó Bilbao estuvo situada en los bajos de las escuelas,reformándose y ampliándose en 1917, cuando ocupó los locales que la Casa de Socorro dejó libres tras su traslado.

#### Casa Socorro
Cuando a finales de 1908 se decidió el trasladado del Hospital Civil de los Santos Juanes a su nueva ubicación en Basurto, en el lugar se mantuvo una Casa de Socorro que, cuando se vendió el antiguo hospital, y hasta que se construyó la Casa de Socorro de Urazurrutia en 1917, se trasladó provisionalmente a los bajos de las escuelas de Marzana.

#### Biblioteca de Pérez Galdós
La reivindicación de una biblioteca popular llevó al Ayuntamiento de Bilbao a la elaboración de un proyecto, realizado por el arquitecto jefe Ricardo Bastida en el año 1906, para la creación de una Biblioteca Pública acondicionando para ello las antiguas escuelas de Marzana,después de que la escuela de párvulos hubiese sido trasladada a las escuelas de Urazurrutia. Esta se inauguró el 5 de abril de 1911 con el nombre de  Biblioteca Popular de Marzana.En 1914, el ayuntamiento decidió dedicarle la biblioteca a Benito Pérez Galdós, que a partir de ese año llevó su nombre.Tras la guerra civil, la biblioteca fue trasladada a su actual ubicación en la plaza del Corazón de María, siendo inaugurada el 23 de abril de 1947.

## Renovación de la calle
Durante el siglo XX la actividad que tuvo a principios del siglo fue decayendo para llegar al final de la centuria siendo una calle tranquila sin apenas actividad, especialmente tras la demolición de las escuelas y la construcción de viviendas en el solar que, al tener la entrada por San Francisco, dejó la calle con sus fachadas traseras. El resto de los edificios que  se asoman a su muelle se construyeron a partir de la segunda mitad del siglo XIX. En la parte final de la calle, junto al puente de la Ribera, hubo un pequeño jardín con unos pocos árboles, que fue eliminado al ser reurbanizada.
Dentro del plan de actuación para la urbanización de calles en Bilbao la Vieja llevado a cabo por Surbisa, en 2007 se realizaron obras de urbanización de la calle Martzana y del espacio ajardinado situado junto al puente de la Ribera. El resultado fue la semi-peatonalización de la calle y la remodelación del espacio existente para convertirlo en un mirador hacia la ría. Las obras incluyeron también la reforma integral del saneamientoy finalizaron a finales de ese año.

## Actividad
Tras una historia de importante actividad en la calle, a día de hoy solo existe un taller en el número 8 de la vía, Ciclos La Ferro, que se dedica a la venta y reparación de bicicletas. Curiosamente, también en el número 1 de esta calle y casi enfrente de este comercio, pero en el año 1885, tuvo su sede el Club Velocipedista de Bilbao, uno de los primeros clubes de ciclistas de todo el estado.En el número 4 de la calle estuvo situado el bar Helmántico, local tradicional y espacio de encuentro del barrio de San Francisco, hoy en día reconvertido en vivienda.